# Мостечное
Мостечное — деревня в Фурмановском районе Ивановской области, входит в состав Хромцовского сельского поселения.

## География
Расположена в 5 км на северо-запад от центра поселения села Хромцово и в 12 км на запад от районного центра города Фурманов.

## История
По преданию на месте деревни находилась Космодамианская пустынь, устроенная прп. Тихоном Луховским. Точное время основания и упразднения обители неизвестно. Деревянная Тихоновская церковь — древняя, когда и кем построена, неизвестно. Вновь исправлена была в 1859 году. Приписана к Введенской церкви села Новинки. Престол один — в честь святителя Тихона Амафунтского.
В конце XIX — начале XX века село входило в состав Малуевской волости Нерехтского уезда Костромской губернии, с 1918 года — в составе Середского уезда Иваново-Вознесенской губернии.
С 1929 года деревня входила в состав Новинковского сельсовета Середского района Ивановской области, с 1931 года — в составе Каликинского сельсовета, с 1976 года — в составе Хромцовского сельсовета, с 2005 года — в составе Хромцовского сельского поселения.

## Население
| 1872 | 1897 | 1907 | 2002 | 2010 |
| ---- | ---- | ---- | ---- | ---- |
| 139  | ↘131 | ↗173 | ↘29  | ↘26  |